# نظام الاسترجاع والتخزين الآلي

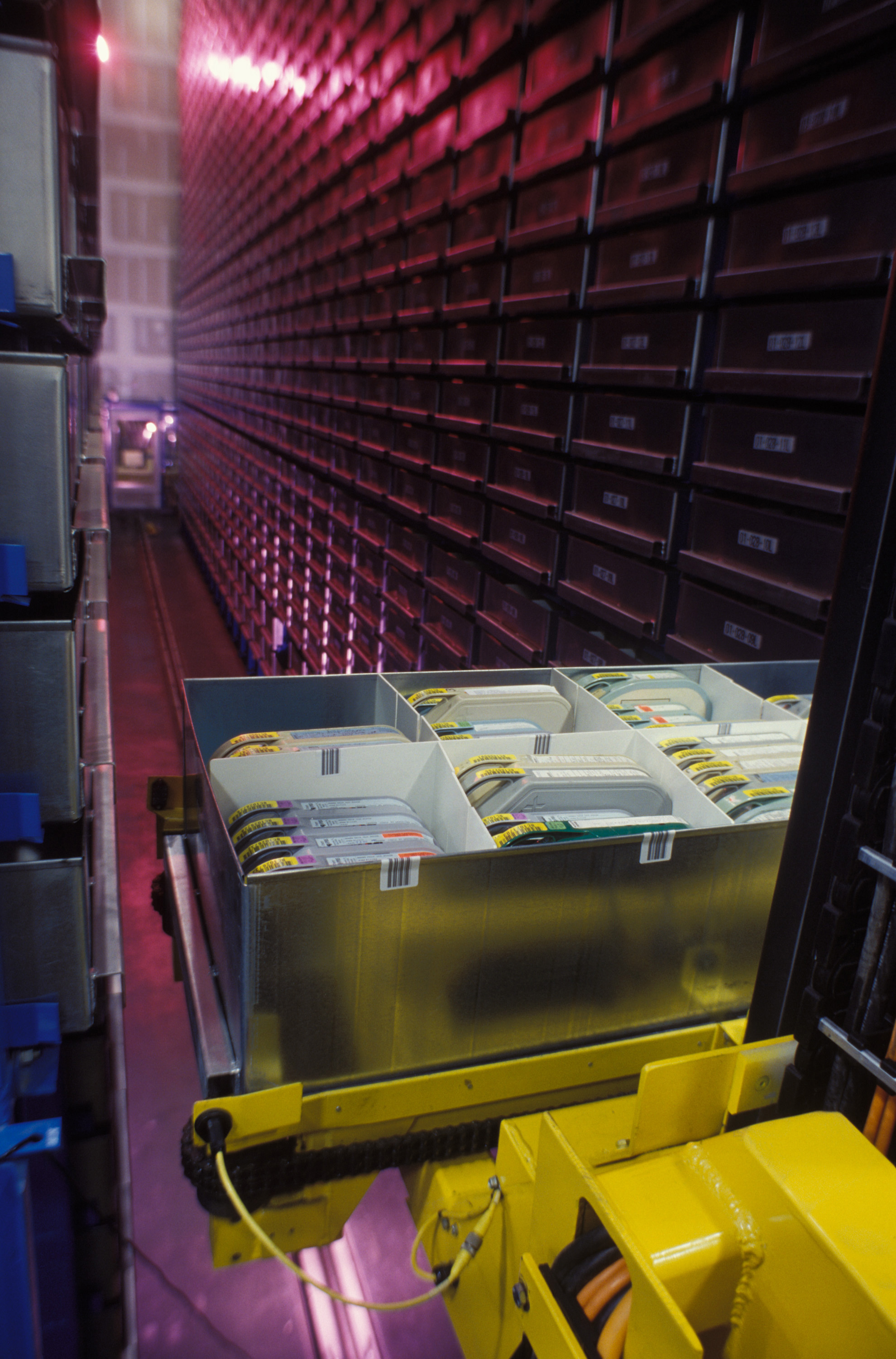
داخل ASRS في مركز المعلومات المرئية الدفاع، وتستخدم لتخزين المواد الإعلامية مثل عبوات الفيلم.

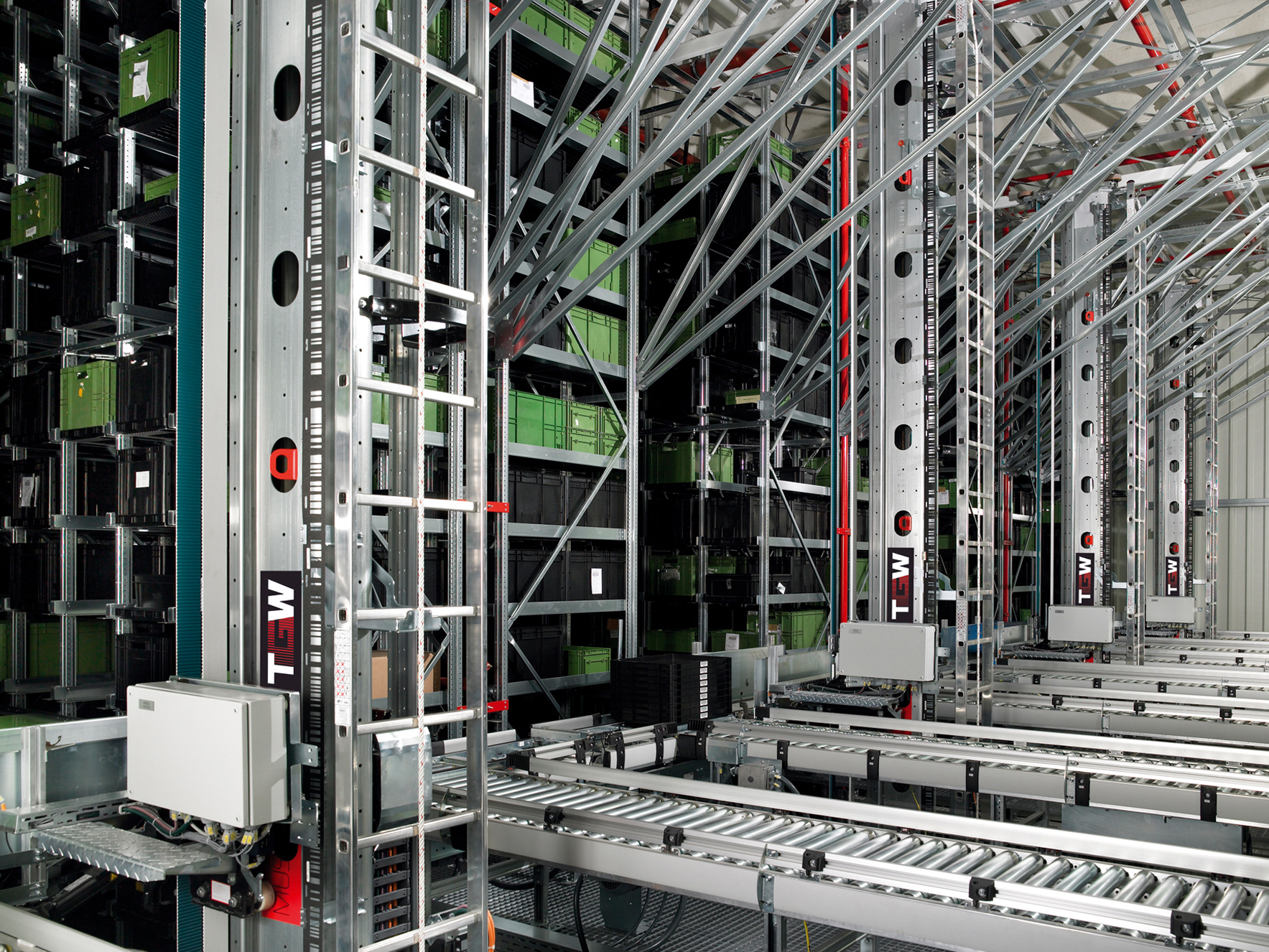
Automated 4 aisle miniload warehouse with single mast stacker cranes.

نظام الاسترجاع والتخزين الآلي (ASRS أو AS / RS)، يتكون من مجموعة متنوعة من الأنظمة التي يتم التحكم فيها بواسطة الكمبيوتر لوضع الأحمال واستعادتها تلقائيًا من مواقع التخزين المحددة. تُستخدم أنظمة التخزين والاسترجاع المؤتمتة (AS / RS) عادةً في التطبيقات حيث:
- يوجد حجم كبير جدًا من الأحمال التي يتم نقلها إلى وحدات التخزين وخارجها.
- كثافة التخزين مهمة بسبب قيود المساحة.
- لا توجد قيمة مضافة في هذه العملية (لا معالجة، فقط التخزين والنقل).
- الدقة أمر بالغ الأهمية بسبب الأضرار الباهظة المحتملة للحمل.

يمكن استخدام AS / RS مع الأحمال القياسية وكذلك الأحمال غير القياسية، مما يعني أن كل حمولة قياسية يمكن أن تتناسب مع حجم موحد الحجم؛ على سبيل المثال، يتم تخزين علب الأفلام الموجودة في صورة مركز المعلومات المرئية للدفاع كجزء من محتويات الصناديق المعدنية ذات الحجم الموحد، والتي تظهر في الصورة. تعمل الأحمال القياسية على تبسيط معالجة طلب أحد العناصر. بالإضافة إلى ذلك، يمكن أن تقتصر عمليات تدقيق دقة جرد المحتويات على محتويات الصندوق المعدني الفردي، بدلاً من الخضوع للبحث من أعلى إلى أسفل للمنشأة بأكملها، عن عنصر واحد.

## ملخص
تم تصميم أنظمة AS / RS للتخزين الآلي واسترجاع الأجزاء والعناصر في التصنيع والتوزيع والبيع بالتجزئة والبيع بالجملة والمؤسسات. نشأت لأول مرة في الستينيات، وركزت في البداية على أحمال البليت الثقيلة ولكن مع تطور التكنولوجيا، أصبحت الأحمال التي يتم التعامل معها أصغر. تعمل الأنظمة تحت رقابة محوسبة، وتحافظ على جرد للأصناف المخزنة. يتم استرجاع العناصر عن طريق تحديد نوع العنصر والكمية المراد استردادها. يحدد الكمبيوتر المكان الذي يمكن استرداد العنصر منه في منطقة التخزين ويقوم بجدولة الاسترداد. يوجه آلة التخزين والاسترجاع المؤتمتة المناسبة (SRM) إلى المكان الذي يتم فيه تخزين العنصر ويوجه الجهاز لإيداع العنصر في الموقع الذي سيتم استلامه فيه. أحيانًا يكون نظام الناقلات و / أو المركبات الموجهة الآلية جزءًا من نظام AS / RS. تأخذ هذه الأحمال من وإلى منطقة التخزين وتنقلها إلى أرضية التصنيع أو أرصفة التحميل. لتخزين العناصر، يتم وضع البليت أو الدرج في محطة إدخال للنظام، ويتم إدخال معلومات المخزون في محطة الكمبيوتر ويقوم نظام AS / RS بنقل الحمولة إلى منطقة التخزين، ويحدد موقعًا مناسبًا للعنصر، ويخزن الحمولة. عندما يتم تخزين العناصر في الرفوف أو استردادها منها، يقوم الكمبيوتر بتحديث مخزونه وفقًا لذلك.
تشمل مزايا نظام AS / RS انخفاض العمالة لنقل العناصر إلى المخزون وخارجه، وانخفاض مستويات المخزون، وتتبع أكثر دقة للمخزون، وتوفير المساحة. غالبًا ما يتم تخزين العناصر بشكل أكثر كثافة من الأنظمة التي يتم فيها تخزين العناصر واستردادها يدويًا.
داخل التخزين، يمكن وضع العناصر على صواني أو تعليقها من قضبان متصلة بالسلاسل / محركات الأقراص من أجل التحرك لأعلى ولأسفل. تشمل المعدات المطلوبة لـ AS / RS آلة تخزين واسترجاع (SRM) تستخدم للتخزين السريع واسترجاع المواد. تُستخدم SRM لنقل الأحمال عموديًا أو أفقيًا، ويمكنها أيضًا التحرك أفقيًا لوضع الأشياء في موقع التخزين الصحيح، وغالبًا ما يتطلب الاتجاه نحو إنتاج Just In Time توفر مستوى فرعي لمدخلات الإنتاج، و AS / RS هي طريقة أسرع لتنظيم تخزين العناصر الأصغر بجوار خطوط الإنتاج.
قام معهد مناولة المواد الأمريكية (MHIA)، وهو الاتحاد التجاري غير الربحي لعالم مناولة المواد، وأعضاؤه بتقسيم AS / RS إلى قسمين أساسيين: الممر الثابت والدوارات / وحدات الرفع العمودية (VLMs). توفر كلتا المجموعتين من التقنيات التخزين والاسترجاع الآلي للأجزاء والعناصر، لكنهما تستخدمان تقنيات مختلفة. كل تقنية لها مجموعة فريدة من المزايا والعيوب. أنظمة الممرات الثابتة هي أنظمة أكبر بشكل مميز، بينما يتم استخدام الدوارات ووحدات الرفع العمودية بشكل فردي أو مجمّع، ولكن في التطبيقات الصغيرة إلى المتوسطة الحجم.
آلة AS / R ذات الممر الثابت (رافعة التكديس) هي واحدة من تصميمين رئيسيين: صاري مفرد أو صاري مزدوج. يتم دعم معظمها على مسار وسقف يتم توجيهها في الأعلى بواسطة قضبان التوجيه أو القنوات لضمان محاذاة رأسية دقيقة، على الرغم من تعليق بعضها من السقف. تنتقل «المكوكات» التي تشكل النظام بين أرفف التخزين الثابتة لإيداع أو استرداد الحمولة المطلوبة (تتراوح من كتاب واحد في نظام مكتبة إلى منصة تحميل بعدة أطنان من البضائع في نظام المستودعات). تتحرك الوحدة بأكملها أفقيًا داخل الممر، في حين أن المكوكات قادرة على الارتفاع إلى الارتفاع المطلوب للوصول إلى الحمل، ويمكن أن تمتد وتتراجع لتخزين أو استرداد الأحمال التي هي عدة مواضع في عمق الرف. يمكن تحقيق نظام شبه آلي من خلال استخدام المكوكات المتخصصة فقط داخل نظام الرف الحالي.
تُعرف تقنية AS / RS الأخرى باسم تقنية المكوك في هذه التقنية يتم إجراء الحركة الأفقية بواسطة مكوكات مستقلة تعمل كل منها على مستوى واحد من الرف بينما يكون الرفع في موضع ثابت داخل الحامل مسؤولاً عن الحركة الرأسية. باستخدام جهازين منفصلين لهذين المحورين، فإن تقنية المكوك قادرة على توفير معدلات إنتاجية أعلى من رافعات التكديس.
تلتقط آلات التخزين والاسترجاع الأحمال أو تسقطها إلى بقية نظام النقل الداعم في محطات محددة، حيث يتم وضع الأحمال الواردة والصادرة بدقة من أجل المناولة المناسبة.
بالإضافة إلى ذلك، هناك عدة أنواع من أجهزة التخزين الآلي وأنظمة الاسترجاع (AS / RS) تسمى Unit-load AS / RS و Mini-load AS / RS و Mid-Load AS / RS وVertical Lift Modules (VLMs) و Horizontal Carousels و Carousels الرأسية. يتم استخدام هذه الأنظمة إما كوحدات قائمة بذاتها أو في محطات عمل متكاملة تسمى القرون أو الأنظمة. عادة ما يتم دمج هذه الوحدات مع أنواع مختلفة من أنظمة الاختيار للضوء [التعريف المطلوب] وتستخدم إما وحدة تحكم في المعالجات الدقيقة للاستخدام الأساسي أو برنامج إدارة المخزون. هذه الأنظمة مثالية لزيادة استخدام المساحة حتى 90٪ ، ومستويات الإنتاجية بنسبة 90٪ ، والدقة إلى 99.9٪ + المستويات والإنتاجية حتى 750 خطًا في الساعة / لكل مشغل أو أكثر اعتمادًا على تكوين النظام.

## مزايا
يوفر نظام التخزين والاسترجاع المؤتمت الفعال العديد من الفوائد لـ [إدارة سلسلة التوريد]
يساعد نظام AS / RS الفعال الشركات على خفض النفقات عن طريق تقليل كمية الأجزاء والمنتجات غير الضرورية في التخزين، وتحسين تنظيم محتويات المستودع. نظرًا للعمليات الآلية، فإنه يسمح أيضًا بمزيد من مساحة التخزين بسبب التخزين عالي الكثافة، والممرات الضيقة، وما إلى ذلك.
- تعمل الأتمتة على تقليل تكاليف العمالة مع تقليل متطلبات القوى العاملة وزيادة السلامة.
- نمذجة وإدارة التمثيل المنطقي لمرافق التخزين المادية (مثل الأرفف، إلخ). على سبيل المثال، إذا كانت بعض المنتجات تُباع معًا في كثير من الأحيان أو كانت أكثر شيوعًا من غيرها، فيمكن تجميع هذه المنتجات معًا أو وضعها بالقرب من منطقة التسليم لتسريع عملية الانتقاء والتعبئة والشحن للعملاء.
- تمكين ارتباط سلس لمعالجة الطلبات وإدارة الخدمات اللوجستية من أجل انتقاء المنتج وتعبئته وشحنه خارج المنشأة.
- تتبع مكان تخزين المنتجات والموردين الذين أتوا منها وطول المدة التي يتم تخزينها فيها. من خلال تحليل هذه البيانات، يمكن للشركات التحكم في مستويات المخزون وتعظيم استخدام مساحة المستودعات. علاوة على ذلك، تكون الشركات أكثر استعدادًا لمتطلبات وإمدادات السوق، خاصة خلال الظروف الخاصة مثل موسم الذروة في شهر معين. من خلال التقارير التي تم إنشاؤها بواسطة نظام AS / RS ، يمكن للشركات أيضًا جمع البيانات المهمة التي يمكن وضعها في نموذج لتحليلها.[3]

## وحدة الرفع العمودي
يمكن بناء VLMs عالية جدًا لتتناسب مع المساحة العلوية المتاحة في المنشأة. يمكن وضع وحدات متعددة في «كبسولات» حيث يمكن للمشغل استرداد العناصر من وحدة أثناء تحرك الوحدات الأخرى. تشمل المتغيرات العرض والارتفاع والحمل والسرعة ونظام التحكم.
VLM عبارة عن وحدة رفع رأسية آلية يتم التحكم فيها من خلال اللوحة. يتم تخزين المخزون داخل VLM في مواقع الدرج الأمامي والخلفي أو القضبان. عندما يتم طلب صينية، إما عن طريق إدخال رقم درج في لوحة التحكم المدمجة أو عن طريق طلب جزء من خلال البرنامج، ينتقل المستخرج عموديًا بين عمودي الصواني ويسحب الدرج المطلوب من موقعه ويجلبه إلى نقطة دخول. ثم يختار المشغل المخزون أو يجدده ويعاد الدرج إلى منزله عند التأكيد.
تُباع أنظمة VLM في العديد من التكوينات، والتي يمكن تطبيقها في مختلف الصناعات، والخدمات اللوجستية، وكذلك إعدادات المكاتب. يمكن تخصيص أنظمة VLM للاستفادة الكاملة من ارتفاع المنشأة، حتى من خلال طوابق متعددة. من خلال إمكانية فتح عدة فتحات في طوابق مختلفة، فإن نظام VLM قادر على توفير حل تخزين واسترجاع مبتكر. يمكن أن تؤدي الحركة السريعة للمستخرج، بالإضافة إلى برنامج إدارة المخزون، إلى زيادة كفاءة عملية الانتقاء بشكل كبير. يحدث هذا عن طريق استرداد الأدراج وتخزينها في وقت واحد في وحدات متعددة. على عكس أنظمة AS / RS الكبيرة، التي تتطلب إصلاحًا كاملاً للمستودع أو خط الإنتاج، يتم تشكيل وحدات الرفع الرأسي، والتي يمكن دمجها بسهولة في النظام الحالي، أو يتم طرحها تدريجياً على مراحل مختلفة.
تشمل معظم التطبيقات الشائعة: MRO، واختيار الطلبات، والدمج، والتجهيز، ومعالجة الأجزاء، والتخزين المؤقت، وتخزين المخزون، والعمل قيد التنفيذ، وتخزين المخزن المؤقت، وغير ذلك الكثير.
توفر VLMs توفيرًا في مساحة الأرضية وزيادة إنتاجية العمالة ودقة الانتقاء وتحسين بيئة العمل للعمال والعملية الخاضعة للرقابة.
توفر معظم أجهزة VLM مساحة تخزين ديناميكية تقيس الدرج في كل مرة يتم إعادتها إلى الوحدة لتحسين المساحة وميزات السلامة وبعضها يوفر إمكانية توصيل صينية مائلة لزيادة إمكانية الوصول المريحة ومؤشرات الليزر التي تشير إلى العنصر المحدد الذي سيتم اختياره في كل درج.

## دوارات أفقية
يتم إرسال موجة من الطلبات إلى الكبسولة. يتم تحديد مجموعة أوامر لإنشاء دفعة. يتابع المشغل ببساطة الأضواء ويلتقط روبن دائريًا من الدوارات ويضع العناصر في محطة تجميع خلفها. يتم وضع كل رف دائري مسبقًا ويدور عند اختياره. من خلال تطبيق مبدأ «منتج لشخص»، لا يتعين على المشغلين الانتقال من مواقعهم لإعداد الطلب.
عند اكتمال الدُفعة، يتم إدخال دفعة جديدة وتتكرر العملية حتى تكتمل الموجة. يمكن أن توفر الدوارات الأفقية ما يصل إلى 75٪ من مساحة الأرضية، وزيادة الإنتاجية بمقدار 2/3، ومستويات الدقة إلى 99.9٪ + المستويات والإنتاجية تصل إلى 750 خطًا في الساعة / المشغل.
تتفوق أنظمة الكاروسيل الأفقية عمومًا على الأنظمة الآلية بجزء بسيط من التكلفة. الدوارات الأفقية هي أكثر أنظمة AS / RS المتاحة فعالية من حيث التكلفة
يمكن أيضًا استخدام أجهزة Robotic Inserter / Extractor للأجهزة الدوارة الأفقية. يتم وضع الجهاز الروبوتي في الجزء الأمامي أو الخلفي لما يصل إلى ثلاث دوارات أفقية متدرجة. يمسك الروبوت بالحمل المطلوب بالترتيب وغالبًا ما يجدد في نفس الوقت لتسريع الإنتاجية. ثم يتم تسليم الحقيبة (الحقائب) إلى الناقل الذي يوجهها إلى محطة عمل للانتقاء أو التجديد. يمكن إجراء ما يصل إلى ثماني معاملات في الدقيقة لكل وحدة. يمكن استخدام حقائب اليد أو الحاويات حتى 36 × 36 × 36 بوصة في النظام.
على المستوى التبسيطي، غالبًا ما تُستخدم الدوارات الأفقية كـ «رفوف دوارة». يتم إحضار عناصر أمر «الجلب» إلى المشغل وبخلاف ذلك يتم التخلص من المساحة المهدرة. تطبيقات AS / RS: ارتبطت معظم تطبيقات تكنولوجيا AS / RS بعمليات التخزين والتوزيع. يمكن أيضًا استخدام AS / RS لتخزين المواد الخام والعمل في عملية التصنيع. يمكن تمييز ثلاث مناطق تطبيق لـ AS / RS: (1) تخزين حمل الوحدة ومعالجتها، (2) اختيار الطلبات، و (3) العمل في تخزين العملية. يتم تمثيل تطبيقات تخزين واسترجاع أحمال الوحدات من خلال تحميل الوحدة AS / RS وأنظمة تخزين الممرات العميقة. توجد هذه الأنواع من التطبيقات بشكل شائع في التخزين لإنهاء البضائع في مركز التوزيع، ونادرًا ما يتم ذلك في التصنيع. تُستخدم أنظمة الممرات العميقة في صناعة المواد الغذائية. كما هو موضح أعلاه، يتضمن اختيار الطلبات استرجاع المواد بأقل من كميات تحميل الوحدة الكاملة. يتم استخدام أنظمة Minilpass و man-on board واسترجاع العناصر لمنطقة التطبيق الثانية هذه.
العمل في عملية التخزين هو تطبيق أحدث لتقنية التخزين الآلي. في حين أنه من المرغوب فيه تقليل حجم العمل الجاري، فإن العمل قيد التقدم لا مفر منه ويجب إدارته بفعالية. تمثل أنظمة التخزين المؤتمتة، إما أنظمة التخزين / الاسترجاع المؤتمتة أو أنظمة دائرية، طريقة فعالة لتخزين المواد بين خطوات المعالجة، لا سيما في إنتاج الدُفعات والوظائف. في الإنتاج المرتفع، غالبًا ما يتم نقل العمل الجاري بين العمليات بواسطة نظام ناقل، والذي يخدم كلاً من وظائف التخزين والنقل.

### التطبيقات المثبتة
يمكن أن تكون التطبيقات المثبتة لهذه التقنية واسعة النطاق. في بعض المكتبات، مثل جامعة نيفادا، مكتبة رينو، يتم استخدام مثل هذا النظام لاسترداد الكتب. لا يزال البعض الآخر قيد الاستخدام ينطوي على استرجاع الدراجات من شجرة دراجة، كما هو الحال في الأنظمة في اليابان.

## المؤسسات التي تستخدم أنظمة التخزين والاسترجاع الآلية
- جامعة كولومبيا البريطانية، فانكوفر، كولومبيا البريطانية
- جامعة ولاية كاليفورنيا، لونج بيتش، لونج بيتش، كاليفورنيا
- جامعة ولاية كاليفورنيا، نورثريدج، نورثريدج، كاليفورنيا
- جامعة سنترال فلوريدا، أورلاندو، فلوريدا
- جامعة ولاية شيكاغو، شيكاغو، إلينوي
- جامعة شيكاغو، شيكاغو، إلينوي
- جامعة كولجيت، هاميلتون، نيويورك
- جامعة كورنيل، إيثاكا، نيويورك
- مركز المعلومات المرئية للدفاع، قاعدة مارش الجوية الاحتياطية، مقاطعة ريفرسايد، كاليفورنيا
- جامعة ميشيغان الشرقية، يبسيلانتي، ميشيغان
- جامعة جورجيا الجنوبية، ستاتسبورو، جورجيا
- جامعة جراند فالي ستيت، غراند رابيدز، ميشيغان
- جامعة ليبرتي، لينشبورغ، فيرجينيا
- جامعة لويزفيل، لويزفيل، كنتاكي
- جامعة ماكواري، سيدني، أستراليا
- جامعة ماريوود، سكرانتون، بنسلفانيا
- جامعة ميسوري - كانساس سيتي، كانساس سيتي، ميزوري
- جامعة نيفادا، لاس فيغاس
- جامعة نيفادا، رينو
- مكتبة UTS، جامعة التكنولوجيا سيدني
- جامعة ولاية كارولينا الشمالية، رالي، نورث كارولينا
- جامعة سانتا كلارا، سانتا كلارا، كاليفورنيا (نظام استرجاع آلي)
- جامعة ولاية سونوما، رونيرت بارك، كاليفورنيا
- كلية تري كاونتي التقنية، بندلتون، ساوث كارولينا
- جامعة يوتا، سولت ليك سيتي، يوتا
- جامعة ولاية يوتا، لوغان ، يوتا
- مركز كريستوفر، جامعة فالبارايسو، فالبارايسو، إنديانا
- جامعة واسيدا، طوكيو (اليابان)
- جامعة ليمريك، ليمريك

## أنواع
- وحدات تخزين الرفع العمودي (VLSM) - تسمى هذه أيضًا أنظمة التخزين / الاسترجاع ذات الرفع الرأسي. تم تصميم جميع أنواع AS / RS التالية حول ممر أفقي. يتم استخدام نفس مبدأ استخدام الممر المركزي للوصول إلى الأحمال باستثناء أن الممر عمودي. وحدات تخزين المصاعد العمودية ، بعضها بارتفاع 10 أمتار أو أكثر ، قادرة على الاحتفاظ بمخزونات كبيرة مع توفير مساحة أرضية قيمة في المصنع.
- رافعات تحميل الوحدة - عادةً ما تكون مكدسات تحميل الوحدات عبارة عن نظام آلي كبير مصمم للتعامل مع أحمال الوحدة المخزنة على منصات نقالة أو في حاويات قياسية أخرى. يتم التحكم في النظام بواسطة الكمبيوتر ، وآلات S / R مؤتمتة ومصممة للتعامل مع حاويات تحميل الوحدة.
- ASRS Gantry Robots - هذه هي نوع من أنظمة التخزين / الاسترجاع الآلية المستخدمة في قطاعي التخزين والخدمات اللوجستية. توجد بعض الاستخدامات الشائعة لهذه في صناعة الإطارات لتكديس مخزون الإطارات. تمتد معظم هذه الأنظمة من 50 إلى 60 قدم في العرض ومتوسط 200-300 قدم في الطول. تستخدم هذه الأنظمة المستجيبات النهائية ويعرف أيضًا باسم نهاية أدوات الذراع لالتقاط ووضع مداخن الإطارات من الناقلات.[4]